# Фонд Фельдберга
Фонд Фельдберга для англо-німецького наукового обміну (англ. Feldberg Foundation for anglo-german scientific exchange) — фонд, який сприяє науковим контактам між британськими та німецькими дослідниками в галузі експериментальної медицини, особливо фізіології та фармакології.
Фонд створив фармаколог Вільгельм Зігмунд Фельдберг. У 1933 році, як єврей, він був звільнений з посади у Фізіологічному інституті Університету Фрідріха Вільгельма в Берліні та емігрував до Англії. Після війни він вносив до фонду свою професорську зарплату та пенсію, які були повернуті Берліном. З 1961 року британський і німецький вчені обираються лауреатами для читання наукових лекцій в іншій країні. Переможців обирає комісія у складі британських і німецьких учених і двох довірених осіб фонду.
Фонд підлягає нагляду Гамбурга, однак штаб-квартира фонду знаходиться в Лондоні.

## Лауреати

### 1961—1970
| Рік  | Британський лауреат                                           | Лауреат німецької премії                                                    |
| ---- | ------------------------------------------------------------- | --------------------------------------------------------------------------- |
| 1961 | Ліндор Браун, Оксфордський університет                        | –                                                                           |
| 1962 | Девід Віттерідж                                               | Карл Юліус Ульріх, Вільний університет Берліна                              |
| 1963 | Г'ю Есмор Гакслі, Лабораторія молекулярної біології Кембриджа | Вільгельм Гассельбах, Інститут медичних досліджень Макса Планка Гейдельберг |
| 1964 | Г. В. Гарріс, Оксфорд                                         | Герхард Тьюз, Майнцький університет Йоганна Гутенберга                      |
| 1965 | Бернард Кац, Університетський коледж Лондона                  | Герхард Брауніцер, Інститут біохімії Макса Планка в Мюнхені                 |
| 1966 | Родерік Альфред Грегорі, Ліверпульський університет           | Гансйохем Аутрум , Мюнхенський університет Людвіга Максиміліана             |
| 1967 | Вільям Альберт Г'ю Раштон, Кембридж                           | Роберт Стемпфлі, Саарландський університет                                  |
| 1968 | Девід Філіпс, Оксфорд                                         | Альфред Гірер, Інститут дослідження вірусів Макса Планка в Тюбінгені        |
| 1969 | Марта Луїза Фогт, Інститут Бабрагама                          | Ойген Верле, Мюнхенський університет імені Людвіга Максиміліана             |
| 1970 | Тадеус Манн, Кембриджський університет                        | Горст Тобіас Вітт, Берлінський технічний університет                        |

### 1971—1980
| Рік  | Британський лауреат                                           | Лауреат німецької премії                                                      |
| ---- | ------------------------------------------------------------- | ----------------------------------------------------------------------------- |
| 1971 | –                                                             | Норберт Гільшманн, Інститут експериментальної медицини Макса Планка Геттінген |
| 1972 | Генрі Гарріс, Оксфорд                                         | Герберт Реммер, Тюбінгенський університет імені Еберхарда Карла               |
| 1973 | Бріджит А. Асконас, Національний інститут медичних досліджень | Отто Віланд, Мюнхенська клініка Швабінг                                       |
| 1974 | Джилс Бріндлі, Рада медичних досліджень                       | Пітер Карлсон, Марбурзький університет Філіпса                                |
| 1975 | Джон Гердон, Рада медичних досліджень                         | Гайнц-Гюнтер Віттманн, Інститут молекулярної генетики Макса Планка в Берліні  |
| 1976 | Пітер Д. Мітчелл, Glynn Laboratories Корнуелл                 | Ебергард Фромтер, Інститут біофізики Макса Планка у Франкфурті                |
| 1977 | Гелен Муїр, Інститут ревматології Кеннеді                     | Ернст Габерманн, Університет Юстуса Лібіха Гіссена                            |
| 1978 | Леслі Айверсен, Рада медичних досліджень                      | Вільгельм Стоффель, Кельнський університет                                    |
| 1979 | Джеймс Л. Гованс, Рада медичних досліджень                    | Ервін Неєр і Берт Закманн                                                     |
| 1980 | Джон Роберт Вейн, Wellcome Research Laboratories Beckenham    | Ганс Тьонен, Інститут психіатрії Макса Планка в Мюнхені                       |

### 1981—1990
| Рік  | Британський лауреат                                                     | Лауреат німецької премії                                            |
| ---- | ----------------------------------------------------------------------- | ------------------------------------------------------------------- |
| 1981 | Джон Г'юз, Імперський коледж Лондона та Ганс Вальтер Костерліц, Абердин | Бернд Ліндеманн, Саарландський університет                          |
| 1982 | Джордж Радда, Оксфорд                                                   | Дітер Остергельт, Інститут біохімії Макса Планка                    |
| 1983 | Сідні Бреннер, Рада медичних досліджень                                 | Юрген Ашофф, Інститут поведінкової фізіології Макса Планка          |
| 1984 | Девід Везерол, Рада медичних досліджень                                 | Еріх Мушолль, Університет Йоганна Гутенберга Майнца                 |
| 1985 | Майкл Беррідж, Кембридж                                                 | Гайнц Шаллер, Інститут медичних досліджень Макса Планка Гейдельберг |
| 1986 | Джон Дж. Скегель, Національний інститут медичних досліджень             | Петер Старлінгер, Кельнський університет                            |
| 1987 | Білл Джаррет, Університет Глазго                                        | Ганс-Дітер Кленк, Марбурзький університет Філіпса                   |
| 1988 | Том Бланделл, Лондонський коледж Беркбек                                | Генріх Бетц, Інститут дослідження мозку Макса Планка у Франкфурті   |
| 1989 | Мартін Рафф, Національний інститут медичних досліджень                  | Конрад Бейройтер, Центр молекулярної біології Гейдельберга          |
| 1990 | Девід Трентем, Національний інститут медичних досліджень Лондона        | Герберт Єкль, Мюнхенський університет імені Людвіга Максиміліана    |

### 1991—2000
| Рік  | Британський лауреат                                                   | Лауреат німецької премії                                            |
| ---- | --------------------------------------------------------------------- | ------------------------------------------------------------------- |
| 1991 | Пол Нерс, Оксфордський університет                                    | Клаус Старке, Фрайбурзький університет Альберта Людвіга             |
| 1992 | Девід А. Браун, Університетський коледж Лондона                       | Петер Грюсс, Інститут біофізичної хімії Макса Планка в Геттінгені   |
| 1993 | Алан Голл, Інститут дослідження раку в Лондоні                        | Петер Зебург, Інститут медичних досліджень Макса Планка Гейдельберг |
| 1994 | Т. Блісс, Національний інститут медичних досліджень Лондона           | Томас Зюдгоф, Інститут біофізичної хімії Макса Планка в Геттінгені  |
| 1995 | Девід Дж. П. Баркер, Відділ екологічної епідеміології MRC Саутгемптон | Вернер Франке, Німецький центр дослідження раку Гейдельберг         |
| 1996 | Алан Фершт, Кембриджський університет                                 | Вальтер Нойперт, Мюнхенський університет імені Людвіга Максиміліана |
| 1997 | Річард Фраковяк, Університетський коледж Лондона                      | Артур Коннерт, Саарландський університет                            |
| 1998 | Рон А. Ласкі, Кембриджський університет                               | Міхаель Фрошер, Фрайбурзький університет Альберта Людвіга           |
| 1999 | Кей Елізабет Девіс, Оксфордський університет                          | Гюнтер Шульц, Вільний університет Берліна                           |
| 2000 | J. C. Smith, Національний інститут медичних досліджень Лондона        | Томас Єнч, Центр молекулярної нейробіології в Гамбурзі              |

### 2001—2010
| Рік  | Британський лауреат                                                   | Лауреат німецької премії                                             |
| ---- | --------------------------------------------------------------------- | -------------------------------------------------------------------- |
| 2001 | Джон О'Кіф, Університетський коледж Лондона                           | Вольфганг Баумайстер, Інститут біохімії Макса Планка в Мюнхені       |
| 2002 | Стівен Френкс, Імперський коледж Лондона                              | Рейнгард Люрманн, Інститут біофізичної хімії Макса Планка, Геттінген |
| 2003 | Ян М. Керр, Cancer Research UK                                        | Франц Гофманн, Мюнхенський технічний університет                     |
| 2004 | Девід Лодж, дослідницький центр Eli Lilly Surrey                      | Франц-Ульріх Гартль, Інститут біохімії Макса Планка в Мюнхені        |
| 2005 | Джеффрі Сміт, Імперський коледж Лондона                               | Клаус Акторіс, Фрайбурзький університет Альберта Людвіга             |
| 2006 | Річард Г. Морріс, Единбурзький університет                            | Фелікс Віланд, Гейдельберзький університет Рупрехта Карла            |
| 2007 | Стівен О'Рахіллі, Кембриджський університет                           | Ед Гурт, Гейдельберзький університет Рупрехта Карла                  |
| 2008 | Робін Ловелл-Бейдж, Національний інститут медичних досліджень Лондона | Штефан Офферманн, Гейдельберзький університет Рупрехта Карла         |
| 2009 | Пітер Шомоджі, Оксфордський університет                               | Вейт Флокерці, Саарландський університет                             |
| 2010 | Френсіс Ешкрофт, Оксфордський університет                             | Роланд Лілл, Марбурзький університет Філіпса                         |

### 2011—2024
| Рік  | Британський лауреат                                             | Німецький лауреат |
| ---- | --------------------------------------------------------------- | --- |
| 2011 | Елеанор Магвайр, Університетський коледж Лондона                | Патрік Крамер , Мюнхенський університет Людвіга — Максиміліана                                                           |
| 2012 | Стів Гамблін, National Institute for Medical Research London    | Іайн Маттадж, Europäisches Laboratorium für Molekularbiologie Hamburg                                                    |
| 2013 | Грем Коллінгрідж, Бристоль                                      | Мартін Біль, Мюнхенський університет Людвіга — Максиміліана                                                              |
| 2014 | Гітта Стокінгер, National Institute for Medical Research London | Ніколаус Пфаннер, Фрайбурзький університет                                                                               |
| 2015 | Рассел Фостер, Оксфордський університет                         | Роджер Гуді, Max-Planck-Institut für molekulare Physiologie Dortmund                                                     |
| 2016 | Патрік Рорсман, Оксфордський університет                        | Томас Лангер, Кельнський університет                                                                                     |
| 2017 | Ірен Тейсі, Оксфордський університет                            | Асіфа Ахтар, Max-Planck-Institut für Immunbiologie und Epigenetik Freiburg im Breisgau                                   |
| 2018 | Рамануджан Гедж, Medical Research Council                       | Рогіні Кунер, Гайдельберзький університет Рупрехта-Карла                                                                 |
| 2019 | Енн Фергюсон-Сміт, University of Cambridge                      | Йорг Фогель, Helmholtz Institute for RNA-based Infection Research und Institute of Molecular Infection Biology, Würzburg |
| 2020 | Майкл Гойзер, Wolfson Institute for Biomedical Research         | Фолькер Гауке, Leibniz-Forschungsinstitut für Molekulare Pharmakologie Berlin                                            |
| 2021 | Марія Фіцджеральд, Університетський коледж Лондона              | Ральф Адамс, Max-Planck-Institut für molekulare Biomedizin                                                               |
| 2022 | Вассіліс Пахніс, Francis Crick Institute                        | Анне Ефруссі, Europäisches Laboratorium für Molekularbiologie                                                            |
| 2023 | Дорін Кантрель, Університет Данді                               | Ян Дорн, Тюбінгенський університет                                                                                       |
| 2024 |                                                                 | Мартін Бек, Max-Planck-Institut für Biophysik                                                                            |